# Pięciosmużka
Pięciosmużka (Quintana atrizona) – gatunek słodkowodnej ryby z rodziny piękniczkowatych (Poeciliidae), jedyny przedstawiciel rodzaju Quintana.
Jest endemicznym gatunkiem występującym tylko na Kubie. Dorasta do 3,5 cm długości